# Italiens demografi
Italiens demografi övervakas av Istituto Nazionale di Statistica (ISTAT). Italiens befolkning var 58 997 201 den 31 december 2022, vilket gör landet till det 3:e folkrikaste landet i Europeiska unionen efter Frankrike samt det 25:e mest folkrika landet i världen. Den summerade fruktsamheten var 1,24 barn per kvinna år 2020, vilket gör Italien till ett av de länder i världens med lägst uppmätt total fertilitet. Från 2008 minskade antalet födslar från 576 659 till 404 892 år 2020.